# Щепанув (Свідницький повіт)
Щепанув (пол. Szczepanów) — село в Польщі, у гміні Марциновиці Свідницького повіту Нижньосілезького воєводства.
Населення — 577 осіб (2011).
У 1975-1998 роках село належало до Валбжиського воєводства.

## Демографія
Демографічна структура станом на 31 березня 2011 року:
|          | Загалом | Допрацездатний вік | Працездатний вік | Постпрацездатний вік |
| -------- | ------- | ------------------ | ---------------- | -------------------- |
| Чоловіки | 288     | 75                 | 193              | 20                   |
| Жінки    | 289     | 49                 | 187              | 53                   |
| Разом    | 577     | 124                | 380              | 73                   |